# كذب مرضي
الكذب المَرَضِيّ هو سلوك الكذب بشكل قهري، وقد وصف لأول مرة في الأدبيات الطبية في عام 1891، ولكنه يظل موضوعًا مثيرًا للجدل، وقد يكون الفرد فيه مدركًا بأنه يكذب أو قد يعتقد أنه يقول الصدق، وعادة ما تكون القصص والأقوال المكذوبة مبهرة للسامعين، ولكنها لا تتجاوز حدود المعقولية، ولا تكون مبنية على أوهام في ذهن الكاذب ولا ناجمة عن إصابته بالذهان، وقد يعترف بأنها كذب محض عند مواجهته، ويكون الميل عنده للكذب والتلفيق مزمنًا، فلا يكون في ظرفٍ حادثٍ يستدعي الكذب ولا بسبب ضغط اجتماعي عليه بقدر ما هو سمة فطرية في شخصيته.
ومن مزايا الكذب المرضي أن الدافع للكذب والمحفز عليه داخلي في نفس المتحدث وليس لغاية أو سبب خارجي، فمثلاً لا يُعد الكذب على الآخرين للحصول على وجاهة معينة بينهم أو لتحصيل منفعة منهم كذبًا مرضيًا وإن تكرر مرارًا وتكرارً.

## الانتشار
على الرغم من قلة ما كتب عن الكذب المرضي إلا أن دراسة واحدة وجدت أن انتشاره يبلغ ما يقرب إلى 1 في كل 1000 من المراهقين الجانحين لأكثر من مرة، كما وجدت أن متوسط عمر البداية بالكذب فيهم هو 16 عاما، وأن ثلاثين في المئة منهم نشأوا في بيئة منزلية فوضوية حيث يكون أحد الوالدين أو أفراد الأسرة الآخرين مصابًا باضطراب عقلي، وذكرت أن أربعين في المئة من الحالات تعاني من مشاكل أو اختلالات بالجهاز العصبي المركزي مثل الصرع، أو متلازمة فرط الحركة وتشتت الانتباه، أو عداوى الجهاز العصبي المركزي، أو إصابات الرأس، وتغيرات في تخطيط أدمغتهم. 

## التشخيص
قد يكون تشخيص الكذب المرضي صعبا لأن الكذب المفرط هو عرض من أعراض مشتركة بين العديد من الاضطرابات النفسية، ولكن يتم تدريب علماء النفس لفهم الحالات وتشخيصها، والكذب المرضي مدرج في الدليل التشخيصي والإحصائي للاضطرابات العقلية في طبعته الثالثة. 